# Véritables variétés verdâtres
Albums de Nino Ferrer
Suite en œuf
(1975) Blanat
(1979)
Véritables variétés verdâtres est un album studio de Nino Ferrer paru sur le label CBS (réf. 82301) en 1977, qui marque la rupture du chanteur italo-français avec l'industrie musicale de l'époque.

## Historique
En 1976 Nino Ferrer doit à sa maison de disques CBS, avec laquelle il s'est engagé en 1974, un troisième et dernier album alors que les relations entre les deux parties sont mauvaises. L'album précédent Suite en œuf (1975) s'est très mal vendu et CBS accuse le chanteur d'avoir refusé de participer à toute promotion pour « punir » ceux qui avaient boudé Nino and Radiah sorti en 1974. L'échec relatif de cet album l'avait affecté, alors que le 45 tours Le Sud, qui lui avait été imposé en contrepartie de la sortie de ce disque interprété en anglais, rencontrait un immense succès.
Nino Ferrer se lance dans un nouvel album en anglais et, pour se renouveler, décide de le réaliser loin du studio d'enregistrement qu'il a fait installer en 1973 dans sa maison de Rueil-Malmaison, La Martinière. Il choisit le château Blanat, construit au XIVe siècle et situé sur la commune de Saint Michel de Bannières dans le Lot. Il s'y installe en famille, et y fait déplacer le matériel du studio de La Martinière. Les morceaux enregistrés en compagnie de Micky Finn et son groupe Leggs retrouvent l'atmosphère très rock de Nino Ferrer and Leggs (1973).
Les enregistrements achevés, Nino Ferrer prend conscience que CBS risque de refuser un nouvel album en anglais, qu'il n'a de toute façon pas envie de lui proposer, estimant que sa maison de disque n'est pas apte à bien s'occuper d'un opus de cette qualité. Il rentre alors à Paris pour réaliser un autre disque qu'il intitulera Véritables variétés verdâtres, laissant transparaître un certain cynisme. Il l'enregistre précipitamment à La Martinière début 1977, affublant le studio d'enregistrement d'un nom ridicule. Le chanteur veut définitivement clore 15 années conflictuelles avec l'industrie musicale française, et se débarrasser de son engagement contractuel avec CBS. Symboliquement, la pochette du disque représente un Nino Ferrer de bande-dessinée à l'allure cabossée, en tenue d'explorateur, affublé d'un masque à gaz et chaussé de palmes, en passe d'être fait prisonnier par des micros et leurs fils qui l'assaillent pour former une toile d'araignée.
Il est accompagné de musiciens de ses débuts (par exemple Richard Bennet et son groupe de jazz Dixie Cats, dans lequel Ferrer tenait la contrebasse) et d'autres avec lesquels il collabore régulièrement. Nino Ferrer y renoue ironiquement avec la dérision qui marquait ses premiers succès (Mirza, Le Téléfon…). Plusieurs titres sont des reprises de cette époque, dans un style funky et psychédélique, ou semblent parodier ses albums précédents. Ainsi, l'instrumental Ouessant, qui débute l'album, pousse le thème disco de Blues des chiens (paru sur Suite en œuf) à un extrême hystérique. Sur un fond d'orgue électrique endiablé et ponctué de percussions semblant surgir de Métronomie, les cris de mouettes puis de corbeaux se substituent aux aboiements de chiens, alternant avec des solos de guitare dignes de Nino Ferrer and Leggs. Valentin, morceau rock de 7 minutes qui conclut l'album est un exemple paradoxal de la complicité que Nino Ferrer peut établir avec ses musiciens, le chanteur expliquant qu'il avait finalement pris un certain plaisir à enregistrer ce disque.
Comme les deux albums précédents, Véritables variétés verdâtres est peu promu, et très mal vendu. Nino Ferrer retourne s'installer dans le Sud de la France dans sa nouvelle demeure, La Taillade, achetée lors du séjour au château de Blanat. Les sessions d'enregistrement mises de côté, mixées à La Taillade, donneront naissance à l'album Blanat, publié en 1979 sur un petit label indépendant.

## Liste des titres
| No | Titre                  | Auteur                                               | Durée |
| -- | ---------------------- | ---------------------------------------------------- | ----- |
| 1. | Ouessant               | Nino Ferrer                                          | 6:33  |
| 2. | Il pleut bergère       | Trad. arr. Nino Ferrer                               | 4:09  |
| 3. | Joseph Joseph          | Sammy Cahn, Saul Chaplin, Louis Hennevé, Louis Palex | 2:47  |
| 4. | Ah! Les Américains     | Charley Bazin, Théodore                              | 4:15  |
| 5. | On passe trop de temps | Richard Bennett, Lone Gudmundsson                    | 1:16  |
| 6. | Mashed Potatoes        | Dessie Rozier                                        | 3:41  |
| 7. | L’Inexpressible        | Nino Ferrer                                          | 2:33  |
| 8. | Sud Express            | Philippe Debarge                                     | 4:50  |
| 9. | Valentin               | Nino Ferrer                                          | 6:54  |

## Personnel
- Nino Ferrer : chant, guitare électrique, guitare acoustique, banjo, basse, piano, Polymoog, percussions
- Slim Pezin : guitare électrique
- Giorgio Giombolini : orgue, Eminent et Fender Rhodes
- Micky Finn : guitare électrique
- Brian Johnston : piano
- Gérard Levasseur : basse
- Ron Thomas : basse
- Donald Rieubon : batterie
- Keith Boyce : batterie
- Richard Bennett : batterie
- Marcel Blanche : batterie
- Tim Reeves : batterie
- Kevin M. Alea : piano, orgue
- Sam Kelly : bongos
- Jean-Luc Parodi : orgue
- Jacques Chrétien : trompette
- Stéphane Guerault : saxophone ténor
- Ed Dean : guitares électriques
- Wally Waller : basse